# Schlacht bei Tannenberg (1914)
1914

Ostpreußische Operation (Stallupönen, Gumbinnen, Tannenberg, Masurische Seen) – Galizien (Kraśnik, Komarów, Gnila Lipa, Lemberg,
Rawa Ruska) – Przemyśl – Weichsel – Krakau – Łódź – Limanowa–Lapanow – Karpaten
1915

Humin – Masuren – Zwinin – Przasnysz – Gorlice-Tarnów – Bug-Offensive – Narew-Offensive – Großer Rückzug – Nowogeorgiewsk – Rowno – Swenziany-Offensive
1916

Naratsch-See – Brussilow-Offensive – Baranowitschi-Offensive
1917

Aa – Kerenski-Offensive (Zborów) – Tarnopol-Offensive – Riga – Unternehmen Albion
1918

Operation Faustschlag – Krim
Die Schlacht bei Tannenberg war eine Schlacht des Ersten Weltkrieges und fand in der Gegend südlich von Allenstein in Ostpreußen vom 26. August bis zum 30. August 1914 zwischen deutschen und russischen Armeen statt. Die deutsche Seite stellte hierbei 153.000, die russische 191.000 Soldaten ins Feld. Sie endete mit einem Sieg der deutschen Truppen und der Zerschlagung der ins südliche Ostpreußen eingedrungenen russischen Kräfte.
Anfänglich in den deutschen Medien als „Schlacht bei Allenstein“ bezeichnet, wurde sie auf Wunsch Paul von Hindenburgs kurze Zeit danach zu Propagandazwecken in Schlacht bei Tannenberg umbenannt. Tatsächlich liegt nicht die Ortschaft Tannenberg (heute Stębark) unmittelbar im Hauptkampfgebiet, sondern Hohenstein. Mit der Namensgebung sollte die in der deutschen Geschichtsschreibung als Schlacht bei Tannenberg bezeichnete Niederlage der Ritter des Deutschen Ordens gegen die Polnisch-Litauische Union im Jahre 1410 überstrahlt werden.

## Strategische Voraussetzungen
Ostpreußen bildete durch seine geografische Lage als Gebietsvorsprung in russisches Territorium eine strategisch besonders verwundbare Position. Aufgrund der schlechteren Infrastruktur Russlands ging der Schlieffen-Plan bei einer simultanen Kriegserklärung Frankreichs und Russlands davon aus, dass Frankreich vier Wochen schneller mobilisieren könne. Daher sollte zunächst die gesamte Heeresmacht gegen Frankreich entsandt werden. Die deutsche Oberste Heeresleitung stationierte sieben Armeen an der Westfront, um einen schnellen Sieg gegen Frankreich herbeizuführen. Aufgrund der Julikrise, die Russland bereits zur Mobilisierung genutzt hatte, war die Situation jedoch genau umgekehrt. Die Provinz wurde nur durch die 8. Armee verteidigt und war somit auch der geringen Truppenstärke wegen besonders gefährdet. Diesen Umstand hatte das russische Große Hauptquartier schon in seiner Vorkriegsplanung berücksichtigt. Um seine westlichen Verbündeten zu entlasten, schickte das russische Oberkommando zwei Armeen gegen Ostpreußen. Die 1. Armee (Njemen-Armee) unter Paul von Rennenkampff stieß von Osten vor, die 2. Armee (Narew-Armee) unter Alexander Samsonow drang von Süden in Ostpreußen ein.
Während der ersten Operationstage schien diese Strategie aufzugehen. Die russische 1. Armee rückte auf ostpreußisches Territorium vor und erzielte nach der Schlacht bei Gumbinnen am 19. August einen ersten Einbruch. Der russische Generalstab rechnete damit, dass sich die Deutschen, die in Ostpreußen nur eine Armee zur Verfügung hatten, über die Weichsel zurückziehen würden. Diese Einschätzung schien sich zunächst auch zu bewahrheiten: Der Oberbefehlshaber der 8. Armee, Generaloberst von Prittwitz, war verunsichert und signalisierte per Telefon der Obersten Heeresleitung in Koblenz den Rückzug der Armee hinter die Weichsel. Dies entsprach zwar der Handlungsdirektive, dennoch glaubte Generalstabschef von Moltke, Prittwitz sei der Situation nicht mehr gewachsen. Zwar war sein Stabschef und Stellvertreter, Generalmajor von Waldersee, ebenfalls seiner Meinung, jedoch protestierten die beiden wichtigsten Stabsoffiziere der 8. Armee, der Generalquartiermeister Paul Grünert und der Erste Generalstabsoffizier Max Hoffmann, vehement gegen den Rückzugsplan. Max Hoffmann, in seiner Funktion verantwortlich für Aufklärung, Planung, Organisation und Auswertung, argumentierte, dass ein solcher Rückzug erstens unnötig und zweitens in der vorgeschlagenen Weise – aufgrund der russischen Bewegungsrichtung – unmöglich sei. Doch Prittwitz befahl, auch gegen den energischen Protest des Generalleutnants Hermann von François, dessen I. Korps die Hauptlast der Kämpfe bei Gumbinnen trug, den Rückzug.

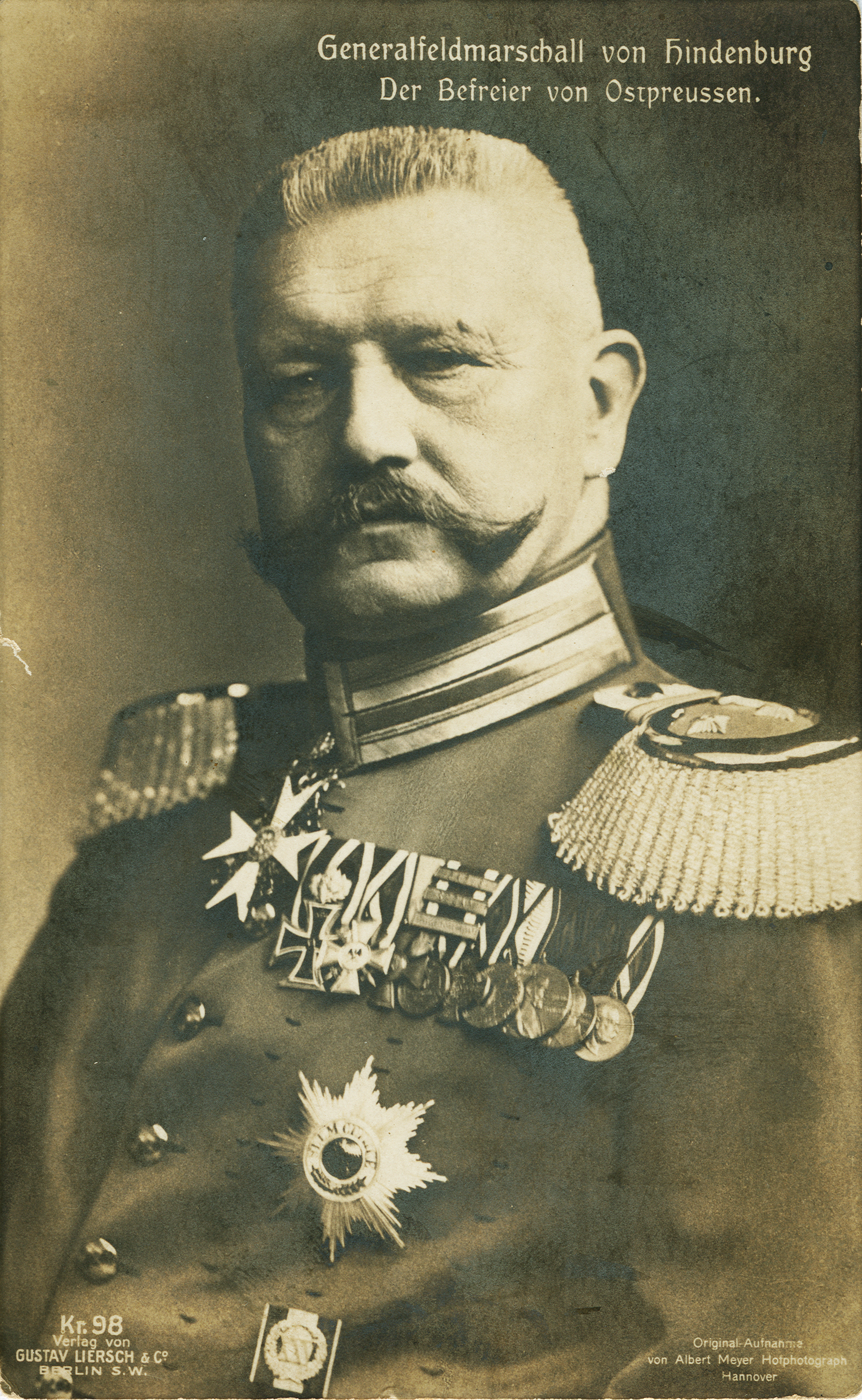
Paul von Hindenburg

In der Nacht zum 22. August wurde er plötzlich und für seinen gesamten Stab unerwartet zur Disposition gestellt. Ihm folgen sollte der pensionierte General der Infanterie Paul von Hindenburg mit Generalmajor Erich Ludendorff als Chef des Stabes. Ludendorff, der sich bereits an der Westfront bei der Eroberung von Lüttich ausgezeichnet hatte, wurde sofort mit einem Kraftwagen aus der Gegend von Namur in das Große Hauptquartier nach Koblenz geholt, wo er gegen 18 Uhr eintraf. Ein Sonderzug, in den Hindenburg in Hannover zustieg, beförderte ihn darauf ostwärts. Am nächsten Mittag erreichten die Generale ihr Reiseziel Marienburg.
Für beide Generale kam eine „kampflose“ Räumung der urpreußischen Provinz nicht in Frage. Das russische Oberkommando, von diesem Wechsel in Unkenntnis geblieben, ging, nachdem die deutschen Truppen die Schlacht bei Gumbinnen abgebrochen hatten, nun bestärkt von der Annahme aus, dass Ostpreußen geräumt werde. Die 1. Armee wurde mit dem Ziel Königsberg in Marsch gesetzt, um die 8. Armee zu binden. Die 2. Armee sollte dem so gebundenen Gegner den Rückzug verlegen und in den „Rücken fallen“. Somit bewegten sich beide Großverbände räumlich getrennt voneinander und konnten einander kaum Unterstützung leisten. Ein weiterer Grund für die räumliche Trennung der 1. Armee von der 2. Armee war, dass zwischen ihren Operationsgebieten die unwegsame Masurische Seenplatte lag.

## Beidseitiger Aufmarsch

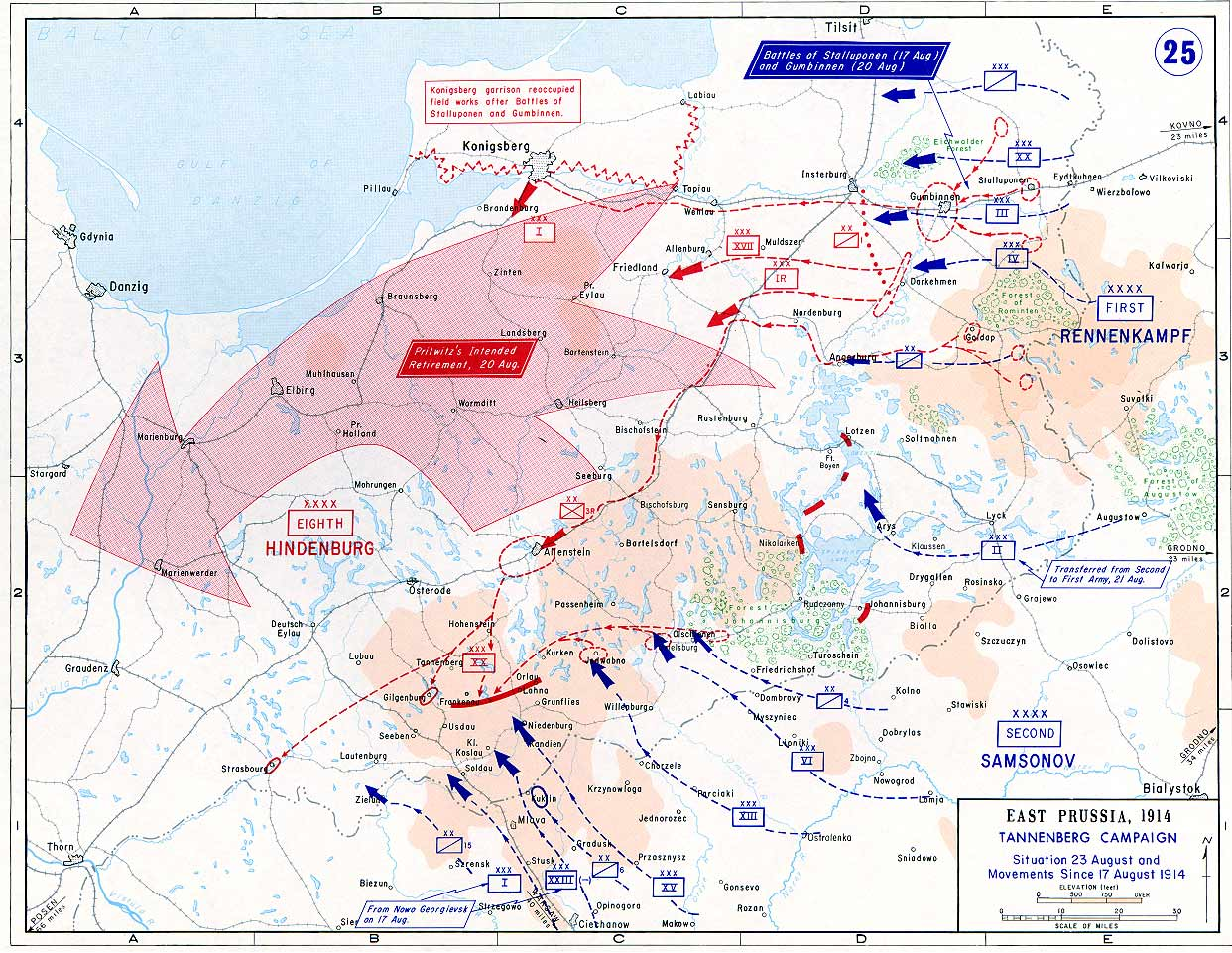
Lage am 20. August 1914 (Deutsche Armee: Rot, Russische Armee: Blau)

Die russische 2. (Narew-)Armee war zu diesem Zeitpunkt bereits auf 60 Kilometer Breite bis auf die Linie Soldau – Neidenburg – Ortelsburg im südlichen Ostpreußen eingedrungen. Als östliche Flankensicherung rückte das VI. Armeekorps unter General der Infanterie Blagoweschtschenski (4. und 16. Division) mit der 4. Kavallerie-Division auf Ortelsburg vor, als westlicher Flankenschutz das I. Armeekorps mit Zuteilungen und zwei Kavallerie-Divisionen von Usdau bis Soldau. Die westliche mittlere Kampfgruppe, bestehend aus dem XV. Armeekorps unter Generalleutnant Klujew (6. und 8. Division) und einer zusätzlichen Division, kämpfte von Lippau bis Orlau und die östliche mittlere Kampfgruppe, bestehend aus dem XIII. Armeekorps unter Generalleutnant Klujew (1. und 36. Division), stand westlich von Jedwabno. General Ludendorff folgte dem bereits ausgearbeiteten Angriffsplan Max Hoffmanns, der vorsah, die beiden russischen Armeen zeitlich nacheinander zu bekämpfen. Dadurch sollte die zahlenmäßige Überlegenheit der Russen ausgeglichen werden. Der Plan Hoffmanns sah vor, zunächst die aus südlicher Richtung eindringende russische 2. Armee unter General Alexander Samsonow anzugreifen. Die Wahl, zuerst diese Armee anzugreifen und nicht die russische 1. Armee, lag in der Absicht begründet, im Falle der eigenen Niederlage der deutschen 8. Armee die Möglichkeit zu erhalten, den Rückzug – nach Westen – über die Weichsel anzutreten. Dies war nur dann gewährleistet, wenn das Kampfgebiet nicht zu weit östlich lag.
Schon vor der Befehlsübernahme Hindenburgs war das I. Armee-Korps unter General Hermann von François von Gumbinnen per Eisenbahn nach Süden westlich der Vormarschachse der russischen 2. Armee verschoben worden. Nachdem er durch Luftaufklärung und das Abhören unverschlüsselter russischer Funksprüche über die Positionen wie auch Befehle des Gegners informiert war, setzte General von Ludendorff auch eine generelle Absetzbewegung der restlichen Armee in Gang. Die russische 1. Armee sollte im Raum Insterburg bis Lötzen durch einen kleinen „Vorhang“ mehrerer Landwehr-Brigaden und der 1. Kavallerie-Division beobachtet und an der Weiterführung ihrer Operationen gehindert werden. Das XVII. Armee-Korps unter August von Mackensen und das I. Reserve-Korps unter Otto von Below begannen sich aus ihrem Abschnitt zu lösen und marschierten gegen die rechte Flanke der in Richtung auf Allenstein operierenden russischen 2. Armee.
Das deutsche Vorhaben wurde durch eine Fehleinschätzung der russischen Befehlshaber erleichtert. General Rennenkampff reagierte erst drei Tage nach Beginn der am 23. August eingeleiteten deutschen Umgruppierungen mit der Wiederaufnahme eigener Angriffsoperationen, die in Richtung auf Königsberg wiesen. Der Frontbefehlshaber der übergeordneten russischen Nordwestfront, General Jakow Schilinski, interpretierte das deutsche Verhalten zu diesem Zeitpunkt ebenfalls völlig falsch: Im sicheren Glauben, dass sich die deutschen Einheiten vor dem Druck der 1. Armee auf Königsberg zurückzögen, ließ er keine Vorsicht walten. Dass sich die deutschen Truppen gegen die südliche 2. russische Armee wenden könnten, zog er nicht in Betracht.

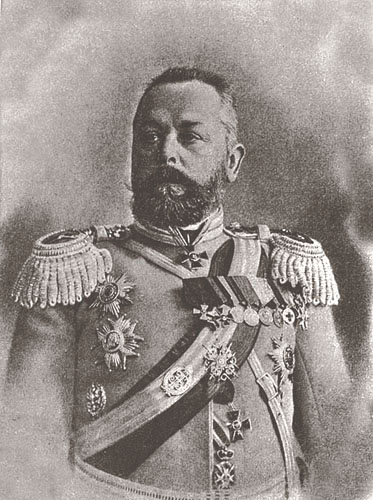
Alexander Wassiljewitsch Samsonow

Während dieser Ereignisse hatte die Armee Samsonow schon ihren zehnten Marschtag hinter sich, da auf Befehl des Frontstabes aus Sicherheitsgründen die Truppen bereits tief im eigenen Hinterland aus den Eisenbahnwaggons ausgeladen worden waren und den Rest des Weges zu Fuß marschieren mussten. Allerdings bewegten sich nur die zentralen Teile (XIII., XV. und XXIII. Korps) und der rechte Flügel (VI. Korps) der Armee auf deutschem Gebiet. Am linken Flügel wurde das I. Korps auf Befehl Schilinskis an der Grenze zurückgehalten, um die Flanke zu decken. Weiterhin drängte der Oberkommandierende auf einen schnellen Vorstoß der 2. Armee, was das Zentrum und ihre westliche Flanke vollkommen trennte. Somit wurde hier aus der geplanten Flankensicherung die Isolierung eines Viertels der russischen Streitkräfte.
Seit 22. August zog sich der rechte Flügel der deutschen 8. Armee, das XX. Armee-Korps unter General der Artillerie von Scholtz, vor der Übermacht des russischen XIII. und XV. Korps über die Linie Usdau-Neidenburg nach Nordwesten zurück. Am Abend des 23. August kam dabei die 37. Division zwischen Lahna und Orlau in erste Kämpfe mit der russischen Vorhut. Am linken Flügel war dem XX. Korps zur Verstärkung die 3. Reserve-Division des Generals von Morgen zugeführt worden, die von Allenstein her über Hohenstein heranrückte. Scholtz bekam am folgenden Tag die Anweisung, seine neue Stellung zwischen Gilgenburg und Tannenberg defensiv zu halten, bis der Anmarsch des I. Reserve-Korps und des XVII. Armee-Korps im Rücken des Gegners wirksam werde. Am rechten Flügel der deutschen 8. Armee positionierte sich zuletzt nach dem langen Bahntransport über Deutsch-Eylau das I. Armee-Korps des Generals François, ohne dass die Aufklärung des gegenüber stehenden russischen I. Korps dies bemerkte.

## Verlauf der Schlacht

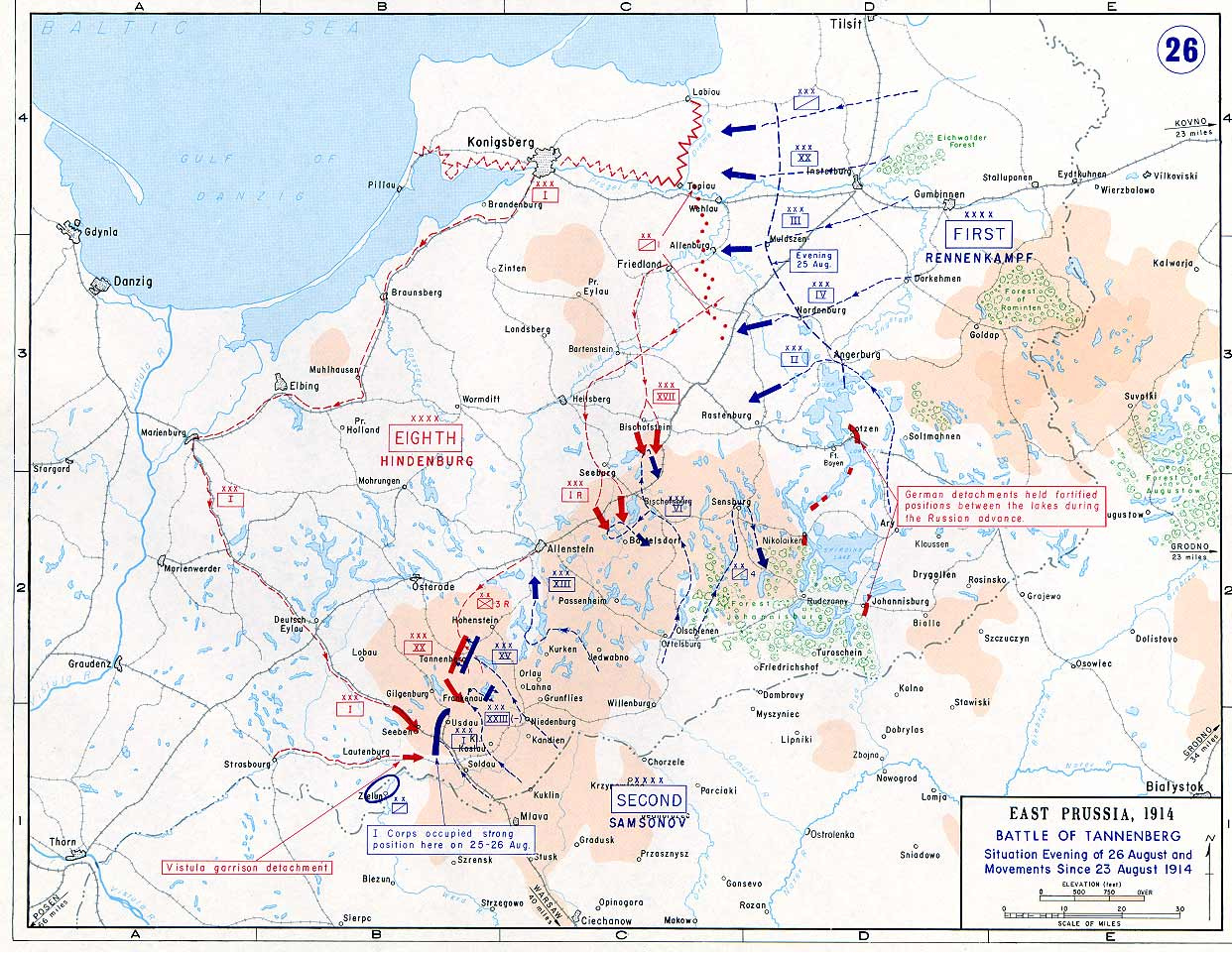
Lage am 26. August 1914 (Deutsche Armee: Rot, Russische Armee: Blau)

Am 26. August begann der Angriff des deutschen I. Armee-Korps, General von François sollte Seeben und Usdau nehmen. Das XX. Armee-Korps sollte den Angriff mit seinem rechten Flügel unterstützen. General von Scholtz befahl der 41. Division unter Generalmajor Sontag gegen die Linie Ganshorn – Groß Gardienen anzugreifen, links daneben sollte die 37. Division am Angriff teilnehmen. Die 1. Division unter Generalleutnant von Conta erreichte gegen 8.00 Uhr Tautschken, die 2. Division unter Generalleutnant von Falk stand gegen 10.00 Uhr vor Groß Koschlau. Am Abend lag die 2. Division östlich Grallau, die 1. Division an der Linie Meischlitz – Groß Grieben. General von François ließ den weiteren Angriff auf Usdau für diesen Tag nicht durchführen. Er begründete sein Zögern damit, dass seine Artillerie noch nicht nahe genug an die Ausgangsstellungen herangekommen sei und er einen zu früh befohlenen Angriff nicht hätte verantworten können. Das hatte zur Folge, dass die russischen Truppen der Mitte – in Unkenntnis der Gefahr, die ihrem linken Flügel drohte – gemäß dem Befehl des Frontstabs immer weiter ins Landesinnere vorrückten.
General Samsonow befahl den Angriff seiner Mitte – XV. und XXIII. Korps unter den Generalen Martos und Kondratowitsch – auf Neidenburg. Das I. Korps unter General der Infanterie Artamonow sollte die eigene linke Flanke bei Mława decken. Das russische XIII. Korps unter General Klujew schwenkte nach Allenstein ein und besetzte diese Stadt kampflos.
Gegen die nordwärts weichenden deutschen Truppen sollte das VI. Korps unter General Blagoweschtschenskij auf Passenheim vorgehen, hier hatten sich die Ereignisse bereits überschlagen. Das russische VI. Korps, der östlichste Verband der 2. russischen Armee, war im Raum Bischofsburg am weitesten nach Norden vorgedrungen. Allerdings hatte es nach Samsonows Befehl nur den Vormarsch der zentralen Einheiten zu decken, und Blagoweschtschenskij war nicht darauf vorbereitet, auf einen stärkeren Gegner zu treffen. Jetzt sah er sich alleine zwischen Lautern und Groß-Bössau zwei deutschen Korps gegenüber – den Korps von Mackensen (35. und 36. Division) und Below (1. und 36. Reserve-Division), welche nach der Absetzbewegung von Gumbinnen von Nordosten her in die Schlacht eingriffen. Es gelang den beiden deutschen Truppenführern, ihre lokale Überlegenheit von zwei zu eins auszunutzen und im Gefecht am Bössauer See am 26. August das russische Korps zu einem ungeordneten Rückzug zu zwingen.
Am 27. August nahm auch General François, nachdem er einen persönlichen Besuch Ludendorffs erhalten hatte, den Angriff auf Usdau wieder auf. Den linken Flügel des I. Armee-Korps bildete die 2. Division, sie griff vom Südwesten her gegen Usdau an. Den rechten Flügel übernahm die 1. Division, die vom Westen und Nordwesten auf Usdau stieß. Die 35. Reserve-Division unter Generalleutnant Max Philipp von Schmettau sollte den Angriff von Bergling her unterstützen. Das I. Armee-Korps durchbrach dank materieller Überlegenheit die Stellungen des unvorbereiteten I. russischen Korps, das daraufhin den Rückzug in südliche Richtung antrat. Die 1. Division stieß bis zum Abend an die Grenze bei Soldau nach. Die 2. Division erreichte Neidenburg und leitete von Süden her die Umfassung des gegnerischen Zentrums ein.
Ludendorff war vom schnellen Erfolg des rechten Flügels seiner Angriffsfront selbst überrascht. Er erkannte sofort die Möglichkeit, die russische 2. Armee einzukesseln, doch drängte er auf Konsolidierung, weil die mittleren Anteile von Samsonows Verband bereits starken Druck auf die Verteidigungsstellungen des Korps (Scholtz) bei Allenstein ausübten und somit Gefahr bestand, dass die deutschen Linien im Zentrum durchbrochen werden könnten. Das I. Reserve-Korps wurde daher nach rechts geschwenkt, um zusammen mit der 1. Landwehr-Division Goltz bei Allenstein die Verbindung mit dem schwer ringenden Zentrum herzustellen. Zusätzlich griff die am linken Flügel des Korps Scholtz einrückende 3. Reserve-Division des Generals von Morgen nach Osten an, um zusammen mit der 37. Division unter Generalleutnant von Staabs, die Masse des russischen XIII. und XV. Korps bei Hohenstein festzuhalten. Gleichzeitig versuchte der rechte Flügel des XX. Armee-Korps mit der 41. Division, durch einen Angriff bei Waplitz den eingeleiteten Rückzug des russischen XV. Korps auf Neidenburg abzuschneiden, erlitt dabei aber schwere Verluste.
Nur noch Mackensens Korps (XVII.) trieb jetzt weiterhin die östliche Umfassung im Raum westlich von Ortelsburg nach Süden voran. Auch der linke Flügel unter General von François erhielt von Ludendorff Order, seinen Vormarsch einzustellen und ebenso Truppen an den zentralen Abschnitt abzutreten. Allerdings verweigerte der untergeordnete Kommandeur diesen Befehl und ignorierte ihn kommentarlos.

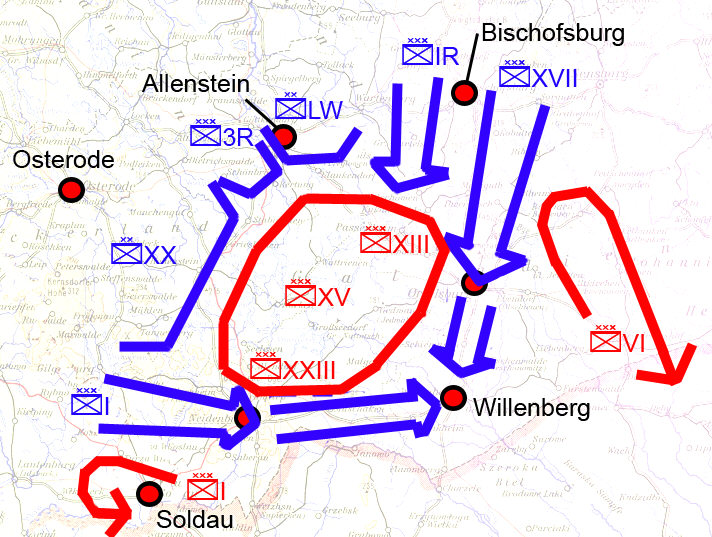
Lage am 28. August 1914 (Deutsche Armee: Blau, Russische Armee: Rot)

Am 28. August konnten sich Teile der 1. Division (Kavallerie-Abteilung Schmettow) westlich von Willenberg mit der Vorhut der 35. Division des XVII. Korps vereinigen. Die russische 2. Armee, die eigentlich den angenommenen Rückzug der Deutschen abschneiden sollte, war dadurch selbst eingeschlossen worden.
Damit waren die Russen vom Nachschub abgeschnitten, und die Nachricht, dass deutsche Verbände den Rückzugsweg versperrten, verbreitete sich wie ein Lauffeuer unter den Männern des Zaren. Zu der durch diesen Schock geschaffenen Verwirrung trug noch bei, dass die verbliebenen Einheiten im Zuge der Kampfhandlungen selbst verstreut im Kessel lagen und es Samsonow nicht gelang, Verbindung mit seinen Truppen herzustellen. Kleinere Einheiten versuchten zwar spontan den Ausbruch, so dass 10.000 Mann durch die dünne Linie der deutschen Kräfte entkommen konnten, doch das Gros der Armee kapitulierte desorganisiert und demoralisiert. Vielen Soldaten blieb das Gefühl, durch ihre Truppenführer verraten worden zu sein.

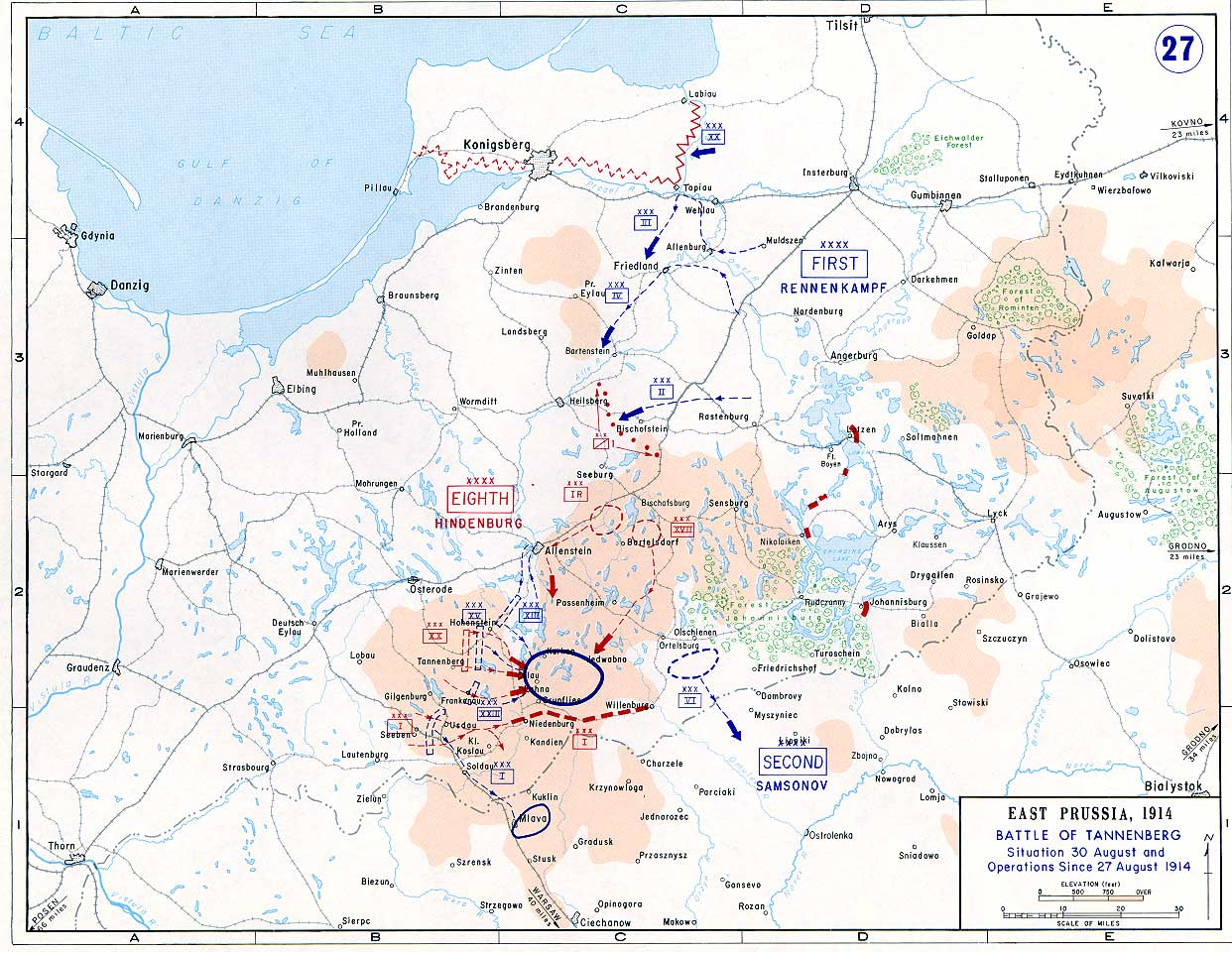
Lage am 30. August 1914 (Deutsche Armee: Rot, Russische Armee: Blau)

Am 30. August traf allerdings eine Meldung sowohl beim Armeeoberkommando (AOK) als auch General François ein, das I. russische Armeekorps marschiere von Mława wieder nach Norden und stehe ca. 6 km vor Neidenburg, um der eingeschlossenen Armee Entlastung zu bringen. Zwar setzte das AOK alle verfügbaren Truppen in Marsch, doch sie wären erst am 31. August eingetroffen. Die Situation wurde durch General François gemeistert: er warf südlich von Neidenburg dem Gegner alle verfügbaren Soldaten (Gruppe Schlimm und von Mühlmann) frontal entgegen, ohne die Einschließung im Norden aufzugeben. Daraufhin gingen die russischen Entsatztruppen zurück. Der russische Oberbefehlshaber, General Samsonow, erschoss sich. Der Ort wird bis heute durch den Samsonow-Stein markiert.

## Gründe für das russische Scheitern

### Fehlplanungen vor dem Krieg

#### Nachschub

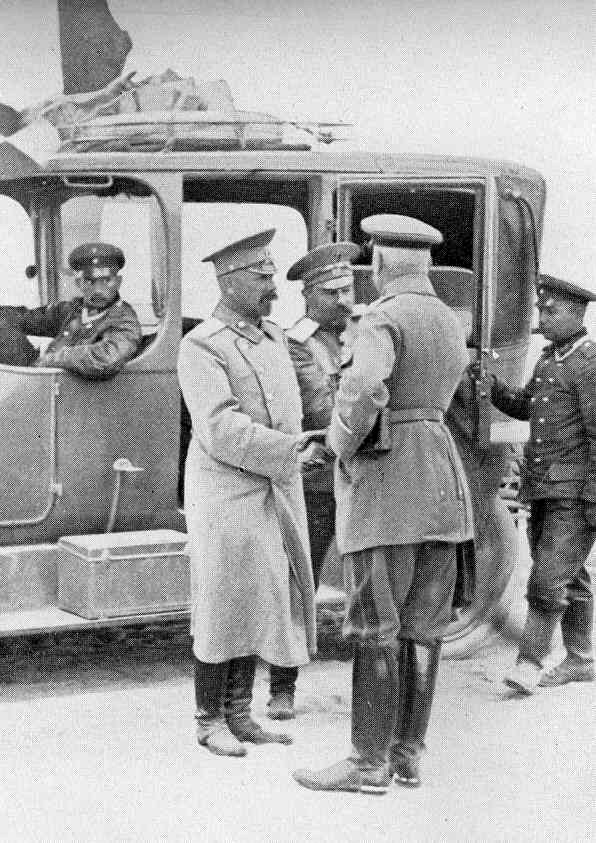
Hermann von François (mit dem Rücken zur Kamera) begrüßt den in Gefangenschaft geratenen russischen General Klujew, Chef des XIII. Armeekorps, am 31. August 1914

Der Stand des Nachschubs und die Logistik der Truppen zu Kriegsbeginn stellten eine ernste Behinderung der russischen Kampfkraft dar. Das zaristische Militär hatte zwar nach den Planungen seiner Offiziere reibungslos mobilgemacht, die sonstigen Vorbereitungen waren aber mangelhaft. Fehleinschätzungen ergaben sich bei der Bereitstellung von Feldlazaretten und der Verpflegung. Die technische Ausrüstung war ihrer Zeit jedoch entsprechend.

#### Artillerie
Die Artillerie wurde auch durch eine weitere strategische Fehlentscheidung geschwächt. Das Offizierskorps der Artillerie sah die Hauptaufgabe für schwere Geschütze in der Verteidigung von Festungen, die hinter der Grenze lagen. Das Feldheer wurde dagegen nur wenig mit schwerer Artillerie versorgt. Mobile schwere Geschütze hatten zu ihren leichteren Pendants zwar eine höhere Feuerkraft, aber keine merklich größere Reichweite. Es mangelte hier vor allem an einer ordentlichen Absprache zwischen den Teileinheiten.

#### Kavallerie
Eine taktische Fehleinschätzung, welche die russische Armee durch das erste Kriegsjahr begleiten sollte, war die Einschätzung der Kavallerie. Russische Generäle hielten sie immer noch für die klassische Offensivwaffe. Doch durch Maschinengewehre und Repetierwaffen, die bis zu 800 m Entfernung präzise feuern konnten, war die Defensivkraft der Infanterie dem Angriff von Reitern bereits weit überlegen. Die Kavalleriedivisionen erbrachten außer in der Aufklärungsrolle kaum Nutzen, nahmen aber große Ressourcen in Anspruch. 4000 Mann einer Kavalleriedivision mit ihren Pferden benötigten bei einem Eisenbahntransport etwa denselben Raum wie eine 12.000 Mann starke Infanteriedivision. Ein Pferd benötigte pro Tag mindestens 3 kg Getreide. Dadurch wurden wertvolle Nachschubressourcen für eine inzwischen ineffektive Waffengattung verwendet.

### Strategische Fehler der höheren Befehlshaber
Nach dem katastrophalen Ausgang der Schlacht wurde vom verantwortlichen Frontstab unter General Schilinski versucht, möglichst viel Schuld auf den toten Samsonow abzuwälzen. Diese Vorwürfe halten einer genaueren Betrachtung jedoch nicht stand. Bereits vor dem Erreichen der Grenze zum Deutschen Reich erhielt der Befehlshaber der 2. Armee widersprüchliche und unsinnige Befehle von seinem direkten Vorgesetzten. Dies war beispielsweise die bereits genannte Ausladung der Truppen vor den Endbahnhöfen. So marschierten manche Bataillone mehr als 50 km an Eisenbahnschienen entlang, bis sie überhaupt in die Nähe der Grenze kamen. Dies führte – da auch später ein Rasttag verweigert wurde – zu einer vorzeitigen Ermüdung der Soldaten.
Ebenso wurde die Armee dadurch geschwächt, dass man ihr laufend Truppen entzog. Auf politischen Druck des verbündeten Frankreich plante man im Großen Hauptquartier eine weitere Offensive, die über Schlesien den kürzesten Weg nach Berlin nehmen sollte. Für diese Operation stellte man in Westpolen die 9. Armee auf. Um diese zu bilden, wurden der 2. Armee insgesamt 5 Divisionen und 400 Geschütze entzogen. Dieser Verlust hätte die Kampfkraft alleine schon stark geschwächt, doch wurden diese Einheiten nicht planmäßig abgezogen, sondern man löste sie nach und nach aus der Formation heraus. Andere Einheiten wiederum wurden zugeteilt, was es dem Befehlshaber schwer machte, überhaupt den Überblick über die eigenen Kräfte zu bewahren.
Selbst als die Kampfhandlungen begonnen hatten, mischte sich Schilinski noch durch diverse Befehle in Samsonows Kompetenzbereich ein, so zum Beispiel durch das Verbot, das I. Korps näher zur Haupttruppe zu ziehen. Auch sein ständiges Beharren auf einem weiteren Vormarsch der zentralen Korps trug seinen Teil zur Einkesselung der Armee bei.

Ein weiterer Faktor, der zur russischen Niederlage beitrug, war die persönliche Antipathie zwischen den Generälen Samsonow und Rennenkampff: Beide waren im Russisch-Japanischen Krieg Divisionskommandeure gewesen und an nebeneinanderliegenden Frontabschnitten eingesetzt. Nach einer schweren Niederlage begegneten sich die beiden Generäle zufällig am Bahnhof in Mukden und beschuldigten sich gegenseitig der mangelnden Unterstützung. Schließlich kam es zu einer Schlägerei zwischen beiden; ein anschließendes Duell konnte nur durch einen direkten Befehl des Zaren verhindert werden. Der deutsche Militärgeheimdienst war über die Feindschaft der beiden Generäle informiert und versicherte der Führung, es sei äußerst unwahrscheinlich, dass Rennenkampffs Erste Armee Samsonows Truppen in einer kritischen Situation unterstützen werde. 

„Wenn die Schlacht von Waterloo auf den Spielfeldern von Eton gewonnen wurde, dann wurde die Schlacht von Tannenberg auf einem Bahnsteig in Mukden gewonnen.“

### Fehler des Armeestabs

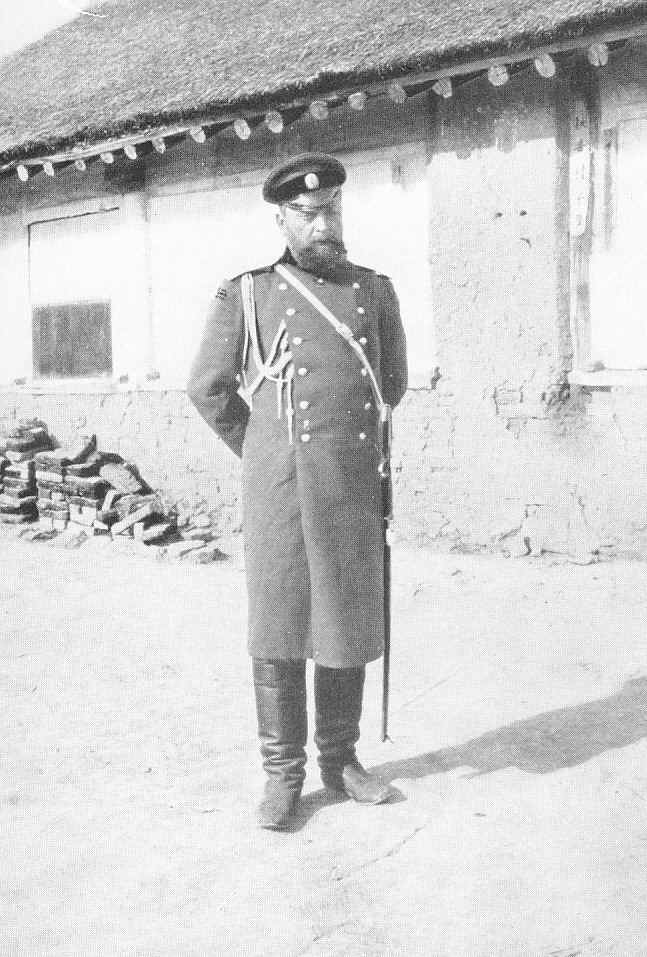
Alexander Samsonow

Samsonow selbst befand sich auch ohne Feindberührung schon in einer prekären Situation, aber anstatt das Blatt zu wenden, verschlimmerte er die Lage selbst noch. Seine Armee besaß zwar 42 Flugzeuge, doch waren sie zum größten Teil nicht einsatzbereit. Diese Kapazitäten zu nutzen und auf ihren Einsatz zu drängen, versäumte Samsonow. Während seine deutschen Gegner schon planmäßige Luftaufklärung betrieben, schien dem russischen General diese Option noch vollkommen gleichgültig zu sein. Ein weiteres Mittel zur Feinderkennung war die Kavallerie, doch sie wurde vom Armeestab zurückgehalten und sollte für Angriffsoperationen aufgespart werden. Somit marschierte die 2. Armee ohne jede Feindaufklärung gewissermaßen blind nach Ostpreußen, ohne die Falle zu erahnen.
Generell trug der Führungsstil des russischen Armeechefs der Geschwindigkeit eines modernen Krieges mit seinen neuen Anforderungen wenig Rechnung. Samsonow hatte sein Hauptquartier bis zu den letzten Tagen noch direkt an der Grenze und war somit von seiner eigenen Armee 24 Stunden entfernt. So lange dauerte die Überstellung einer Nachricht von der Front an seinen Standort und wieder zurück zu den Truppen. Dadurch konnte er auf etwaige Veränderungen der Lage nicht schnell genug reagieren. Zudem erteilte Samsonow lediglich einzelne Tagesbefehle, was der Koordination nicht zuträglich war.

### Taktische und technische Fehler
Ein noch kritischerer Schwachpunkt der Operationen bei Tannenberg war jedoch rein technischer Natur. Die russische Armee war zwar mit Funkgeräten ausgerüstet, doch wurde der Umgang mit Verschlüsselungsmethoden noch nicht geübt. Während die deutschen Truppen nur chiffriert funkten, taten es ihre Gegenspieler öfter in Klartext. Einer dieser Funksprüche, der von deutschen Funkern abgehört wurde, enthielt die gesamte Marschanweisung für eine Armee. Nachdem Ludendorff diese Informationen durch Flugzeuge verifiziert hatte, war er im Besitz eines immensen operativen Vorteils.

## Bewertung der deutschen Führung

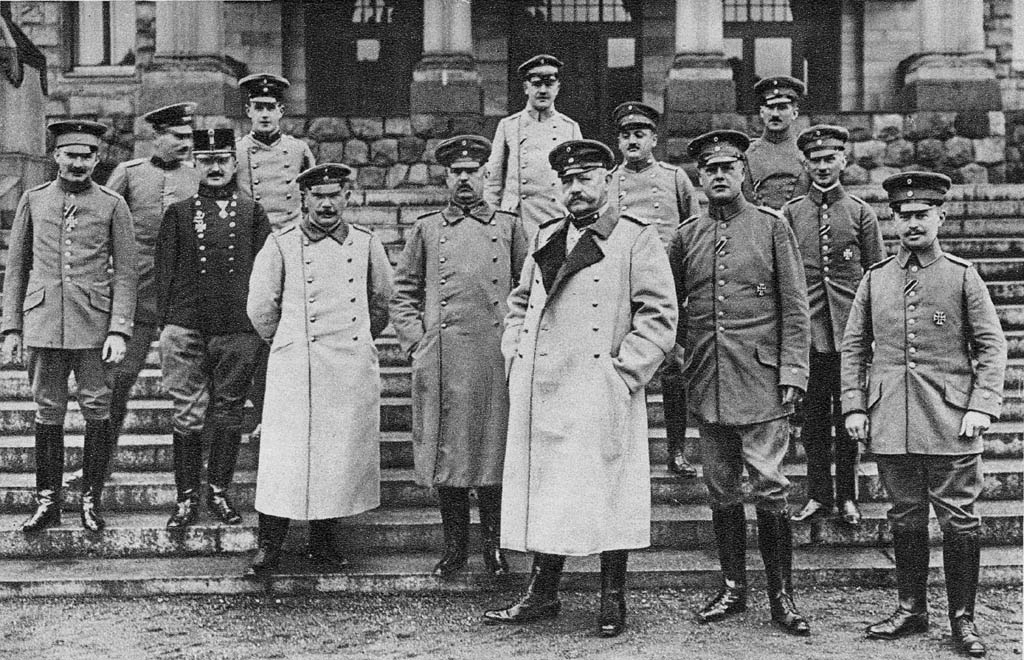
Oberkommando Ost in Polen: Hindenburg, rechts von ihm Max Hoffmann, links General Ludendorff, um 1916

Die Stellungnahmen zur taktischen Leistung der deutschen Führung sind unterschiedlich. Den deutschen Operationen spielten Unregelmäßigkeiten wie die Befehlsverweigerungen Hermann von François’, wie auch die Eigenmächtigkeit von Kurt von Morgen in die Hände.
Dies heißt jedoch nicht, dass diese Schlacht unberechtigt ihren wichtigen Platz in der Kriegsgeschichte einnimmt. Dies zwar weniger aufgrund ihrer Auswirkung auf das Kriegsgeschehen als wegen der taktischen Leistung der deutschen Führung. Der Gedanke der Schlacht von Cannae, die als „Mutter der Umfassungsschlacht“ gilt, konnte seit diesen Vorzeiten noch nie so „lupenrein“ verwirklicht werden wie durch die fortschrittliche und unkonventionelle Armeeführung durch Ludendorff in Ostpreußen.
Insbesondere ist aber die fortschrittliche deutsche Luft- und Funkaufklärung zu nennen, die der deutschen Führung unmittelbar jede Bewegung der russischen Armeen meldete.
Allerdings ist es eine Legende, der Operationsplan sei von Ludendorff alleine auf der Zugfahrt von der Westfront entworfen worden, ohne den üblichen Blick ins Gelände. Tatsächlich war die Ausarbeitung des Plans neben Erich Ludendorff vor allem seinem engen Mitarbeiter Max Hoffmann zuzuschreiben. Die strategische Grundkonzeption für die Truppenverlegungen und den Angriff war dabei schon im Vorfeld in Manövern durchgespielt worden, Ludendorff und Hoffmann erreichten die praktische Umsetzung im konkreten Fall. Doch war Ludendorff, das zeigte sein unglückliches Wirken in der Weimarer Zeit, aggressiv, impulsiv und oft ein Opfer seiner Nerven. Der ruhige und souveräne Hindenburg schaffte als erfahrener Offizier einen Ausgleich zu dem eigentlichen Planer der Operation bei Tannenberg. Ebenso wirkte sich sein Charisma positiv auf die Kampfmoral der kaiserlichen Truppen aus. Das Tandem Hindenburg/Ludendorff war beispielhaft für militärisches Zusammenwirken und bildete das Gegenstück zur desorganisierten russischen Führung.
Letztlich ermöglichte die Kombination aus eigenen Leistungen und den Versäumnissen der russischen Befehlshaber die Führung der Schlacht im taktischen Vorteil. So führten die Deutschen ein Angriffsgefecht bei Tannenberg und ein Verzögerungsgefecht bei Allenstein und setzten somit ihre Kräfte optimal ein. Dagegen waren die Russen durch mangelhafte Aufklärung, schlechte Organisation und mangelhafte Koordination gezwungen, trotz anfänglicher Initiative in die Defensive zu gehen. Dadurch war den Truppen des Zaren nie das Maß an Vorbereitung auf eine Kampfhandlung gegeben wie ihren Kontrahenten.

## Folgen
Die Schlacht war der erste große Sieg der deutschen Armee im Ersten Weltkrieg. Tannenberg erfuhr im Kaiserreich eine propagandistische Überhöhung, die bis heute das Bild der Schlacht prägt. Zwar war der Sieg in Ostpreußen ein notwendiger und auch überraschender Befreiungsschlag der kaiserlichen Armee, die russische Militärmacht war durch ihre Niederlage allerdings nur zeitweilig geschwächt. Das Zarenreich konnte die Verluste von rund 30.000 Gefallenen und Verwundeten und rund 95.000 Gefangenen durch seine große Bevölkerung durchaus verkraften. Allein seine Friedensarmee bestand schon ohne Mobilisierungen aus etwa zwei Millionen Mann. Ohne weitere entscheidende Erfolge wäre es nur eine Frage der Zeit gewesen, bis die russische Armee wieder Kräfte gegen deutsches Territorium in Position gebracht hätte. Man hatte bei Tannenberg zwar einen Angriff Russlands abgewehrt, doch mit seinen Reserven blieb das Zarenreich weiter ein bedrohlicher Gegner an der östlichen Flanke Deutschlands.
Weiterhin war durch den Erfolg die Bedrohung für Ostpreußen nicht vollkommen abgewendet, sondern nur gemildert, da die 1. Armee unter Paul von Rennenkampff immer noch an ihren Grenzen stand. Sie wurde erst in der folgenden Schlacht an den Masurischen Seen besiegt, für die man nun Handlungsfreiheit erhalten hatte. Die psychologischen Auswirkungen auf Russland waren eher marginal, da die Bevölkerung durch eine gezielte Propaganda des Herrscherhauses und der politischen Parteien bis 1917 fest an einen Sieg glaubte. Denkbare positive Auswirkungen in der russischen Führung, etwa in der Form von Absetzungen der unfähigen Befehlshaber auf Armee- und Korpsebene, unterblieben allerdings ebenso. Es gelang dem militärischen Personal, allen voran Schilinski, die Schuld auf den toten Oberkommandierenden der 2. Armee abzuwälzen, der sich nicht mehr verteidigen konnte.
Als weitere Folge wurde das Tannenberg-Denkmal 1924–1927 bei Hohenstein (polnisch Olsztynek) errichtet.
Die meisten Toten wurden in Massengräbern am Schlachtfeld begraben. Es wurden aber auch damals schon gezielt Soldatenfriedhöfe angelegt. Nach dem Krieg wurden viele der kleineren Grabstätten aufgelöst. Einige haben sich bis heute erhalten und stehen, wie alle 550 Friedhöfe des Ersten Weltkrieges, unter polnischem Denkmalschutz und werden vom Volksbund Deutsche Kriegsgräberfürsorge finanziell und organisatorisch unterstützt. Die Ehrenfriedhöfe sind:
- Ehrenfriedhof Frankenau
- Ehrenfriedhof Lahna
- Ehrenfriedhof Logdau
- Ehrenfriedhof Mühlen
- Ehrenfriedhof Orlau
- Ehrenfriedhof Oschekau
- Ehrenfriedhof Groß Gardienen
- Ehrenfriedhof Skottau
- Ehrenfriedhof Waplitz

Die Ist-Stärke der 8. Armee im Zeitraum vom 21. bis 31. August 1914 lag bei 246.088 Soldaten. Im gleichen Zeitraum traten nach den Angaben des „Sanitätsberichtes über das deutsche Heer“ folgende Verluste auf, die auf den Zehn-Tages-Meldungen der einzelnen Einheiten beruhen:
- Erkrankt: 4.316 Soldaten
- Verwundet: 7.461 Soldaten
- Gefallen: 1.726 Soldaten
- Vermisst: 4.686 Soldaten

Da ein Teil der Verwundeten starb und anzunehmen ist, dass der größere Teil der Vermissten auch gefallen war, liegt die Gesamtzahl der Toten höher als 1.726, aber unter 10.000.

## Benennung und Lokalität

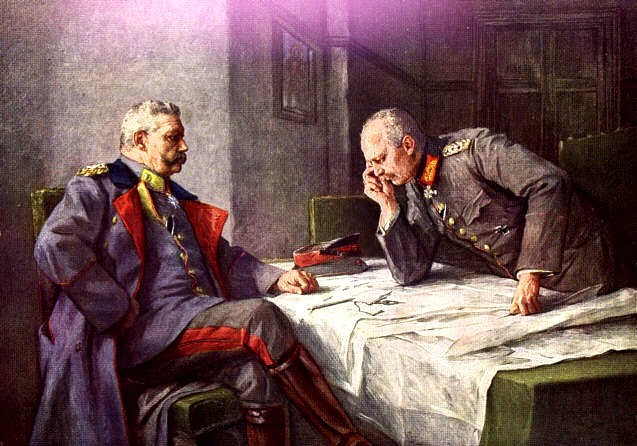
Propagandistische Darstellung des Führungsduos Hindenburg und Ludendorff von Hugo Vogel

Die Schlacht fand in der Gegend südlich von Allenstein in Ostpreußen statt. Dabei war es eine Umfassungsschlacht, die letztlich ein weites Territorium mit einbezieht. Das Zentrum dieses Areals lag in Hohenstein. Sie müsste daher streng genommen Schlacht bei Hohenstein heißen. Das kaiserliche Glückwunschtelegramm bezeichnet die Schlacht zunächst als Schlacht bei Allenstein.
Erst nachträglich wurde die Schlacht auf Wunsch Hindenburgs in Schlacht bei Tannenberg umbenannt. Im Deutschen gab es bereits eine sogenannte Schlacht bei Tannenberg. Diese hatte 1410 zwischen den Dörfern Grünfelde, Tannenberg und Ludwigsdorf stattgefunden. Sie hatte mit einer entscheidenden Niederlage des Deutschen Ordens geendet und wurde im geteilten Polen seit dem 19. Jahrhundert als Schlacht bei Grunwald zum Nationalmythos, der half, in den Zeiten der Russifizierungs- bzw. Germanisierungspolitik der Teilungsmächte die polnische kulturelle Identität zu bewahren. Hindenburg wollte mit der Benennung der siegreichen Schlacht von 1914 symbolisch die „Scharte von 1410“ ausgewetzt haben. Die Benennung ist nicht falsch, denn Tannenberg war ins Schlachtfeld mit einbezogen und nur ca. 14 km von Hohenstein entfernt. Diese Benennung wurde auch in allen anderen Sprachen übernommen. Die Urheberschaft zu dieser Benennung wurde von Ludendorff und Hoffmann in Anspruch genommen. Hoffmann behauptete, Ludendorff hätte die Schlacht ursprünglich Schlacht bei Frögenau nennen wollen.
Gefechtsorte:
- Bössauer See
- Frankenau
- Frögenau
- Hohenstein
- Lahna
- Neidenburg
- Orlau
- Usdau siehe auch: Gefecht von Usdau
- Seeben
- Soldau
- Waplitz siehe auch Gefecht von Waplitz
- Willenberg

## Bewertung der Schlacht in der Literatur

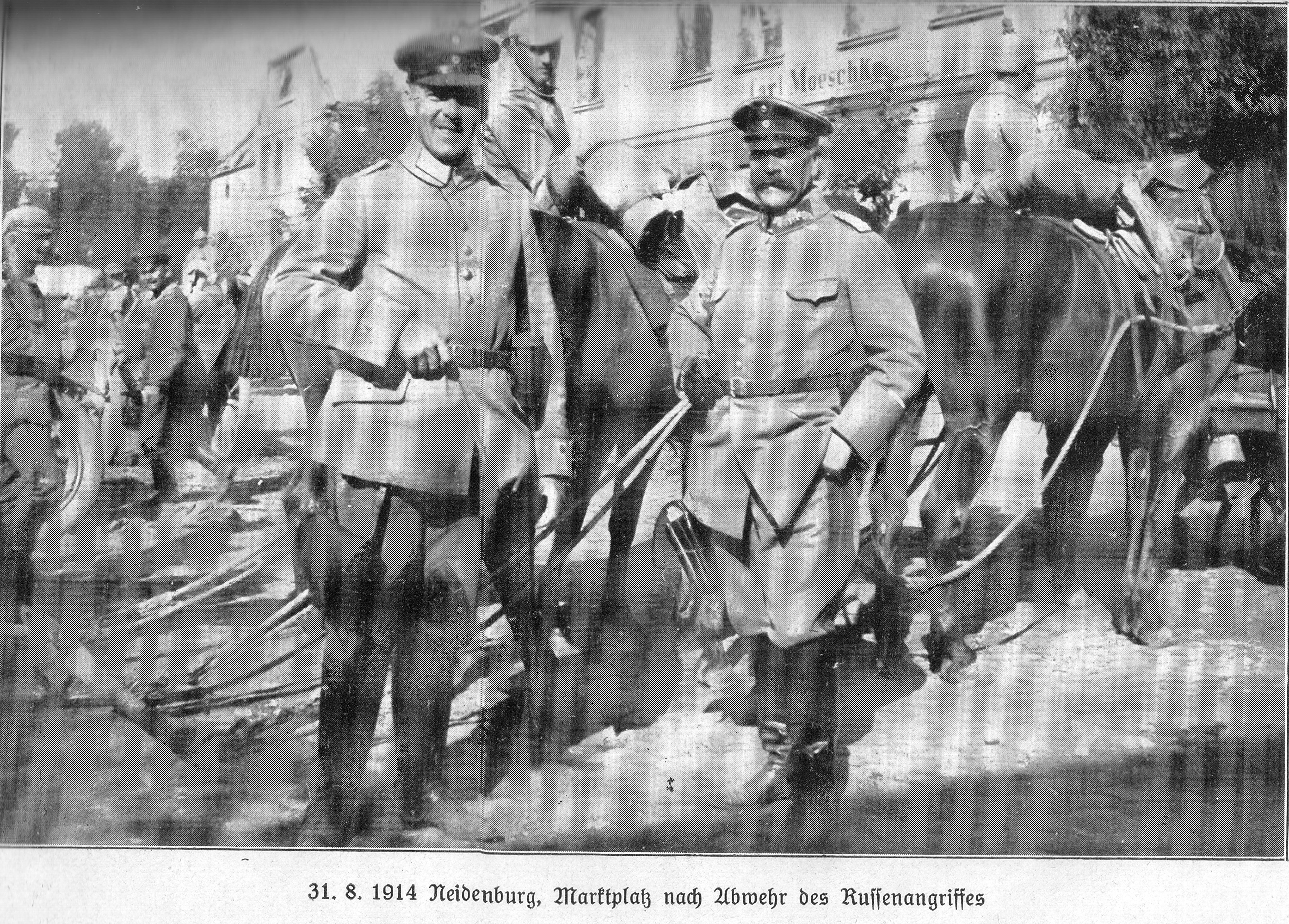
François in Neidenburg nach geglückter Abwehr

- Der russische Autor und Literaturnobelpreisträger Alexander Solschenizyn verarbeitete die Schlacht im ersten Teil August 1914 seiner Trilogie Das rote Rad als Roman. Der Roman bezieht sich über große Teile auf historische Quellen beider Seiten. Ebenso brachte Solschenizyn die Erfahrungen seines Vaters, der in Ostpreußen gekämpft hatte, und anderer Kriegsteilnehmer mit ein. Solschenizyn betont in seinem Roman die starre Hierarchie der russischen Armee und die Unfähigkeit der höheren Offiziere, diese zu modernisieren. Seine Hauptfigur, ein Oberst der russischen Armee, scheitert tragisch bei seinem Versuch, bei seinen Vorgesetzten Veränderungen anzuregen. Als entscheidend für den Ausgang der Schlacht stellt Solschenizyn die Eigenmächtigkeit des Generals Hermann von François dar und weist Hindenburg und Ludendorff einen geringeren Anteil am Sieg der deutschen Armee bei Tannenberg zu.[22]
- Auch für Winston Churchill war Hermann von François der Held von Tannenberg: „the glory of Tannenberg must forever go to François“. Er sah in François’ Verhalten die Art, wie man Schlachten auf falsche Weise gewinnt, während seine Vorgesetzten die Schlacht auf richtige Weise zu verlieren drohten. Vor allem sein Vorgehen bei Usdau nennt Churchill eine seltene Kombination von Vorsicht und Wagemut.[23] Dieser Einschätzung ist jedoch mit Vorsicht zu begegnen. Ersetzt man François durch Churchill und Tannenberg durch Gallipoli, ist das Ergebnis weniger eine historische Analyse als eine von Wunschdenken beeinflusste autobiographische Äußerung.[24]

## Film
- Ostpreußen und sein Hindenburg. Spielfilm, D 1917, Regie: Gustav Trautschold/Richard Schott.
- Volk in Not. Ein Heldenlied von Tannenberg. Spielfilm, D 1925, Regie: Wolfgang Neff.
- Tannenberg. Spielfilm, D 1932, Regie: Heinz Paul.
- Hindenburg vs. Grand Duke Nicholas. Dokumentarfilm, USA 2002, Regie: Jonathan Martin, 13. Folge aus der Dokumentationsreihe Clash of Warriors.
- Mythos Tannenberg. Dokumentarfilm, D 2004, Regie: Susanne Stenner, 1. Folge aus der Dokumentationsreihe Der erste Weltkrieg.